# Prosoplus flavosticticus
Prosoplus flavosticticus là một loài bọ cánh cứng trong họ Cerambycidae.